# Abdelrahman ben Mohammed ben Ayyaf Al Mouqrin
 (janvier 2018).
Si vous disposez d'ouvrages ou d'articles de référence ou si vous connaissez des sites web de qualité traitant du thème abordé ici, merci de compléter l'article en donnant les références utiles à sa vérifiabilité et en les liant à la section « Notes et références ».
Le prince Abdulrahman ben Mohammed ben Abdelaziz ben Ayaf al-Muqrin est né à Riyad en 1961.
Il est ministre saoudien et actuellement[évasif] secrétaire général du Conseil des ministres depuis le 22 avril 2017.

## Secrétaire général du Conseil des ministres
Le 22 avril 2017, le décret royal a été émis nommant Abdulrahman bin Mohammed bin Abdul Aziz Ayyaf Al-Muqrin comme secrétaire général du Conseil des ministres avec le grade de ministre.

## Famille
Descendance
- Turki ben Abdulrahman ben Ayyaf
- Al Anoud bint Abdulrahman ben Ayyaf
- Nouf bint Abdulrahman ben Ayyaf
- Nayef ben Abdulrahman ben Ayyaf
- Jawhara bint Abdulrahman ben Ayyaf
- Cheikha bint Abdulrahman ben Ayyaf

Ascendance
Sa mère est la princesse Cheikha bint Abdul Rahman ben Mohammed.